# ألان راميريز
ألان راميريز (بالإسبانية: Alan Ramírez)‏ هو لاعب كرة قدم مكسيكي، ولد في 23 نوفمبر 1989.

## وصلات خارجية
- ألان راميريز على موقع قاعدة بيانات كرة القدم.إي يو (الإنجليزية)